# Франопіль (Берестейський район)
Франопіль (біл. Франопаль) — село в Білорусі, у Берестейському районі Берестейської області. Орган місцевого самоврядування — Радваницька сільська рада.

## Географія
Розташоване за 36 км на південний схід від Берестя.

## Історія
Власником 221 десятини земель у селі був поміщик А. Соколов. У 1917—1919 роках у Франополі діяла українська початкова школа.

## Населення
За переписом населення Білорусі 2009 року чисельність населення села становила 77 осіб.